# Podnoszenie ciężarów na Letnich Igrzyskach Olimpijskich 1968 – waga półciężka mężczyzn
Rywalizacja w wadze do 90 kg mężczyzn w podnoszeniu ciężarów na Letnich Igrzyskach Olimpijskich 1968 odbyła się 18 października 1968 roku w hali Teatro de los Insurgentes. W rywalizacji wystartowało 29 zawodników z 22 krajów. Tytułu sprzed czterech lat nie obronił Władimir Gołowanow z ZSRR, który tym razem nie startował. Nowym mistrzem olimpijskim został Kaarlo Kangasniemi z Finlandii, srebrny medal wywalczył kolejny reprezentant ZSRR, Jaan Talts, a trzecie miejsce zajął Polak Marek Gołąb.

## Wyniki
| Pozycja | Zawodnik                  | Reprezentacja                 | Waga | Wyciskanie | Wyciskanie | Wyciskanie | Rwanie | Rwanie | Rwanie | Podrzut | Podrzut | Podrzut | Wynik |
| Pozycja | Zawodnik                  | Reprezentacja                 | Waga | 1          | 2          | 3          | 1      | 2      | 3      | 1       | 2       | 3       | Wynik |
| ------- | ------------------------- | ----------------------------- | ---- | ---------- | ---------- | ---------- | ------ | ------ | ------ | ------- | ------- | ------- | ----- |
| 1. !    | Kaarlo Kangasniemi        | Finlandia                     | 88,6 | 165,0      | 170,0      | 172,5      | 150,0  | 155,0  | 157,5  | 182,5   | 187,5   | 190,0   | 517,5 |
| 2. !    | Jaan Talts                | ZSRR                          | 89,5 | 160,0      | 160,0      | 167,5      | 142,5  | 150,0  | 150,0  | 185,0   | 190,0   | 197,5   | 507,5 |
| 3. !    | Marek Gołąb               | Polska                        | 89,2 | 160,0      | 165,0      | 170,0      | 140,0  | 145,0  | 147,5  | 180,0   | 185,0   | 185,0   | 495,0 |
| 4       | Bo Johansson              | Szwecja                       | 87,5 | 165,0      | 165,0      | 170,0      | 145,0  | 145,0  | 150,0  | 182,5   | 187,5   | 187,5   | 492,5 |
| 5       | Jaakko Kailajärvi         | Finlandia                     | 88,4 | 145,0      | 150,0      | 150,0      | 150,0  | 150,0  | 150,0  | 185,0   | 190,0   | 200,0   | 485,0 |
| 6       | Árpád Nemessányi          | Węgry                         | 89,6 | 145,0      | 150,0      | 152,5      | 140,0  | 145,0  | 150,0  | 182,5   | 187,5   | 187,5   | 482,5 |
| 7       | Phil Grippaldi            | Stany Zjednoczone             | 88,9 | 155,0      | 155,0      | 160,0      | 132,5  | 137,5  | 142,5  | 177,5   | 185,0   | 185,0   | 477,5 |
| 8       | Vítězslav Országh         | Czechosłowacja                | 89,2 | 150,0      | 155,0      | 157,5      | 130,0  | 135,0  | 135,0  | 170,0   | 170,0   | 175,0   | 462,5 |
| 9       | Bart Bartholomew          | Stany Zjednoczone             | 89,9 | 147,5      | 155,0      | 155,0      | 125,0  | 125,0  | 125,0  | 170,0   | 177,5   | 177,5   | 457,5 |
| 10      | Pierre Gourrier           | Francja                       | 86,5 | 135,0      | 140,0      | 142,5      | 137,5  | 142,5  | 142,5  | 177,5   | 185,0   | 185,0   | 455,0 |
| 11      | Bakr Bassam               | Zjednoczona Republika Arabska | 88,9 | 130,0      | 135,0      | 135,0      | 135,0  | 142,5  | 145,0  | 170,0   | 180,0   | 185,0   | 455,0 |
| 12      | Yun Seok-won              | Korea Południowa              | 89,6 | 145,0      | 145,0      | 150,0      | 130,0  | 135,0  | 137,5  | 170,0   | 175,0   | 175,0   | 455,0 |
| 13      | Jean-Pierre Van Lerberghe | Belgia                        | 88,5 | 147,5      | 155,0      | 155,0      | 130,0  | 135,0  | 135,0  | 165,0   | 170,0   | 170,0   | 447,5 |
| 14      | Sterjos Tsukas            | Grecja                        | 89,0 | 140,0      | 140,0      | 142,5      | 125,0  | 130,0  | 130,0  | 165,0   | 165,0   | 170,0   | 435,0 |
| 15      | Efrain Gusquiza           | Peru                          | 89,2 | 142,5      | 142,5      | 142,5      | 120,0  | 125,0  | 125,0  | 162,5   | 167,5   | 170,0   | 430,0 |
| 16      | Andrés Martínez           | Kuba                          | 89,1 | 130,0      | 130,0      | 137,5      | 125,0  | 130,0  | 130,0  | 167,5   | 172,5   | 175,0   | 427,5 |
| 17      | Gaber Hafez               | Zjednoczona Republika Arabska | 89,0 | 140,0      | 140,0      | 150,0      | 120,0  | 125,0  | 125,0  | 155,0   | 165,0   | 170,0   | 425,0 |
| 18      | Cheng Sheng-Teh           | Republika Chińska             | 89,5 | 130,0      | 137,5      | 137,5      | 135,0  | 135,0  | 142,5  | 160,0   | 167,5   | 167,5   | 425,0 |
| 19      | Leong Chim Seong          | Malezja                       | 89,0 | 135,0      | 142,5      | 142,5      | 120,0  | 120,0  | 125,0  | 160,0   | 160,0   | 167,5   | 422,5 |
| 20      | Sylvanus Blackman         | Wielka Brytania               | 87,7 | 132,5      | 137,5      | 140,0      | 120,0  | 125,0  | 130,0  | 162,5   | 170,0   | 170,0   | 420,0 |
| 21      | Paul Bjarnason            | Kanada                        | 82,6 | 125,0      | 130,0      | 130,0      | 127,5  | 132,5  | 132,5  | 155,0   | 155,0   | 162,5   | 407,5 |
| 22      | Fernando Torres           | Portoryko                     | 89,3 | 130,0      | 135,0      | 135,0      | 115,0  | 115,0  | 120,0  | 155,0   | 162,5   | 162,5   | 405,0 |
| 23      | Fernando Esquivel         | Kostaryka                     | 88,9 | 115,0      | 120,0      | 125,0      | 100,0  | 105,0  | 110,0  | 140,0   | 145,0   | 150,0   | 370,0 |
| -       | Louis Martin              | Wielka Brytania               | 89,1 | 150,0      | 157,5      | 160,0      | 135,0  | 140,0  | 145,0  | 192,5   | 192,5   | 192,5   | 305,0 |
| -       | Óskar Sigurpálsson        | Islandia                      | 86,7 | 145,0      | 152,5      | 155,0      | 115,0  | 115,0  | 115,0  | -       | -       | -       | 145,0 |
| -       | Oscar Nobua               | Argentyna                     | 89,8 | 117,5      | 125,0      | 130,0      | 115,0  | 115,0  | 115,0  | -       | -       | -       | 125,0 |
| -       | Juan Benavides            | Kuba                          | 89,5 | 135,0      | 135,0      | 135,0      | -      | -      | -      | -       | -       | -       | 0,0   |
| -       | Géza Tóth                 | Węgry                         | 88,8 | 150,0      | 150,0      | 150,0      | -      | -      | -      | -       | -       | -       | 0,0   |
| -       | Alfred Steiner            | Francja                       | 87,4 | 157,5      | 157,5      | 157,5      | -      | -      | -      | -       | -       | -       | 0,0   |